# Franz Hellens
Franz Hellens, pseudoniem van Frédéric Van Ermengem, (Brussel, 3 augustus 1881 - Brussel, 20 januari 1972) was een Belgisch Franstalig schrijver, dichter en criticus. Hij was een van de bekendste figuren van het magisch realisme in België.
Hij is de zoon van Émile Van Ermengem, de bacterioloog die de oorzaak van botulisme ontdekte.

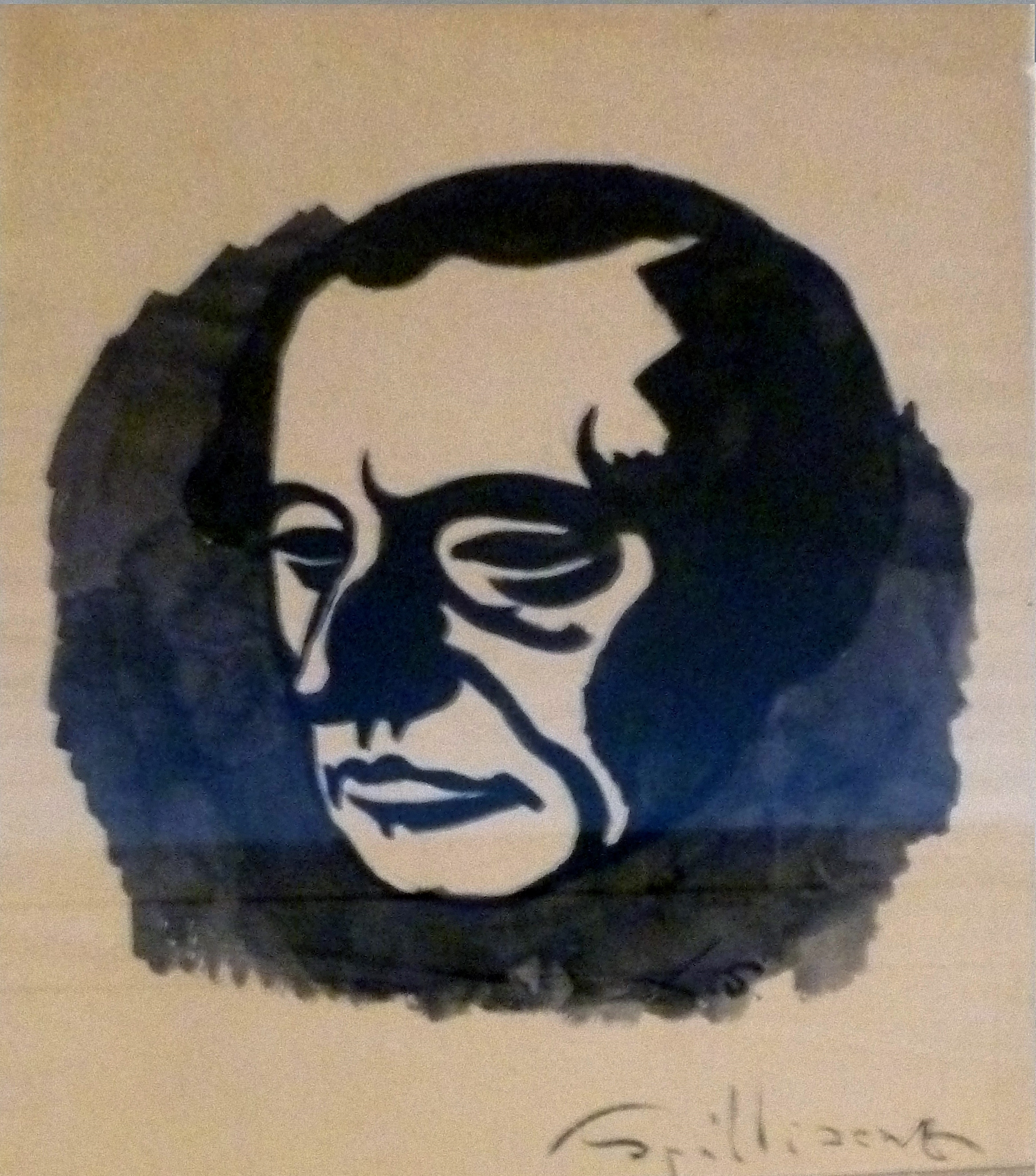
Portret door Léon Spilliaert (1920)

## Verkorte bibliografie

### Nederlandstalig (vertaald)
- Kind tussen twee muren. Verhalen.  Vert. door Leonard Nolens. Haarlem, In de Knipscheer, 1985. ISBN 90-6265-207-7
- 'Mijn Hollanders'. In: De gids, vol. 120 (1957), afl. I, pag. 90-103
- Sluimerende lichten. Vert. door K.H.R. de Josselin de Jong. Leiden, 1948
- Henri Evenepoel. Antwerpen, De Sikkel, 1947

### Franstalig
- En ville morte, 1906
- Les hors-le-vent, 1909

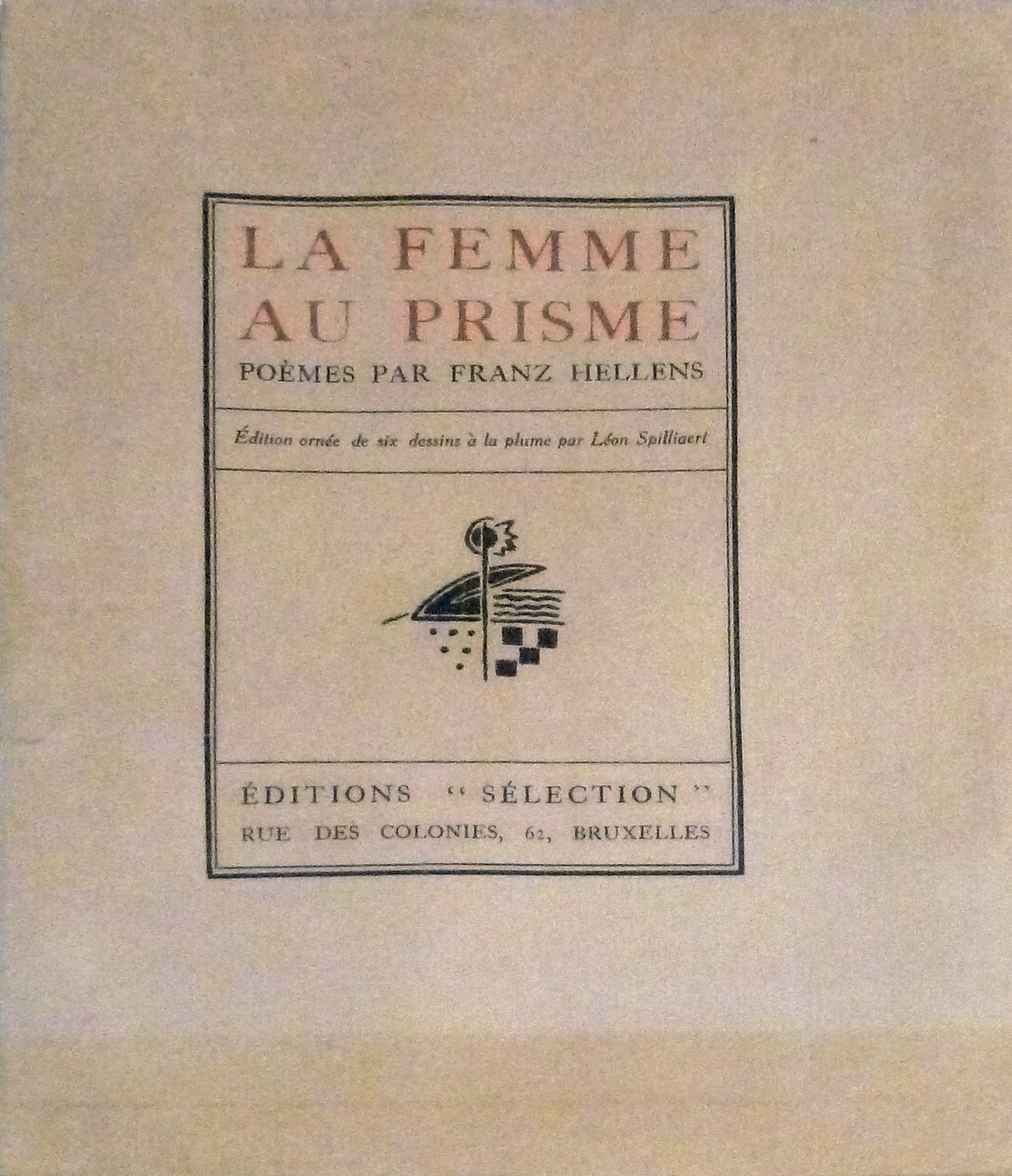
Titelblad van "La Femme au Prisme" (1920)

- Les clartés latentes. Vingt contes et paraboles, 1912
- Nocturnal, voorafgegaan door Quinze histoires, 1919
- Mélusine, 1920, 1952
- La femme au prisme, 1920
- Bass-Bassina-Boulou, 1922
- Réalités fantastiques, 1923
- Notes prises d'une lucarne, 1925
- Oeil-de-Dieu, 1925, 1959
- Le naïf, Paris, 1926
- Eclairages, 1916–1923, 1926
- Le jeune homme Annibal, 1929, 1961
- La femme partagée, 1929
- Les filles du désir, 1930
- Documents secrets, 1905–1931, 1932
- Poésie de la veille et du lendemain 1917-1927, 1932
- Fraîcheur de la mer, 1933
- Frédéric, 1935
- Le magasin aux poudres, 1936
- Un voyant, 1938; Ein Seher : Erzählung; aus dem Französischen von Nicola Denis ; mit einem Nachwort von Sabine Schmitz, Mainz : Golden Luft Verlag, 2022, ISBN 978-3-9822844-9-1
- Nouvelles réalités fantastiques, 1943
- Moralités peu salutaires, 1943
- Fantômes vivants, 1944
- La vie seconde, 1945, 1963
- Moreldieu, 1946, 1960
- Naître et mourir, 1948
- Miroirs conjugués, 1950
- Pourriture noble, 1951
- Testament, 1951
- L'homme de soixante ans, 1951
- Les marées de l'Escaut, 1953
- Mémoires d'Elseneur, 1954
- Style et caractère, 1956
- Les saisons de Pontoise, 1956
- Dans l'automne de mon grand âge, 1956
- Documents secrets 1905-1956, 1958
- Poésie complète, 1905–1959, 1959
- Petit théâtre aux chandelles, 1960
- L'âge dur, 1957–1960, 1961
- Valeurs sûres, 1962
- Herbes méchantes, 1964
- La comédie des portraits, 1965
- Poétique des éléments et des mythes, 1966
- Le dernier jour du monde, 1967
- Le fantastique réel, 1967
- Arrière-saisons, 1960–1967, 1967
- Paroles sans musique, 1969
- Cet âge qu'on dit grand, essai, 1970

## Memoires
- Franz HELLENS, Documents secrets (1905-1856), histoire sentimentale de mes livres et de quelques amitiés, Parijs, 1958.